# 나카무라 유지로 (1852년)
나카무라 유지로(일본어: 中村 雄次郎, 1852년 3월 18일 ~ 1928년 10월 10일)는 일본의 군인, 정치가이다. 일본 제국 육군 중장, 귀족원 의원을 지냈다.
이세국 기슈번 잇시 군 하세 촌(지금의 미에현 쓰시)의 촌장의 아들로 태어났다. 육군대학을 졸업한 후 참모본부 육군부 제1국 제1과장, 포병 제1방면 제리(提理), 육군성 군무국 포병사무관장, 육군사관학교 교장, 육군성 차관 겸 군무국장 등을 지냈다. 청일 전쟁과 러일 전쟁에서 세운 공으로 남작위를 받았으며, 귀족원 의원, 야하타 제철소 장관, 남만주 철도 총재, 추밀원 고문관 등을 맡았다. 황태자 히로히토 친왕의 혼인 문제를 두고 야마가타 아리토모의 추천으로 궁내대신을 맡아 구니노미야 나가코의 황태자비 책립에 반대했지만, 혼인이 성사되자 차관 이시하라 겐조와 함께 사임했다.
고다마 겐타로와는 사돈 관계이며, 고다마 도모오는 사위이다. 외증손 하시모토 구미코는 하시모토 류타로 전 총리의 부인이다.

## 참고 문헌
- 하타 이쿠히코, 《일본 육해군 종합사전》 (2005년), 도쿄 대학 출판회

| 전임 하타노 요시나오 | 제7대 궁내대신 1920년 6월 18일 ~ 1921년 2월 19일 | 후임 마키노 노부아키 |

|  | 제1대 나카무라 (유지로) 남작가 당주 1907년 ~ 1928년 | 후임 나카무라 칸시 |